# Pteraster abyssorum
Pteraster abyssorum is een zeester uit de familie Pterasteridae.
De wetenschappelijke naam van de soort werd in 1895 gepubliceerd door Addison Emery Verrill.